# ママセッド
「ママセッド」は、長澤奈央の3作目のシングル。2005年3月24日にavex traxからリリースされた。
テレビドラマ「T・R・Y〜夢への階段〜」挿入歌。

## 収録楽曲
出典：
1. ママセッド [3:49]
作詞・作曲・編曲：都田和志
2. 言葉≦気持ち ∴言葉にするコトよりも伝えたい [4:42]
作詞・作曲：都田和志、編曲：芳賀洋介
3. ママセッド （Instrumental）
4. 言葉≦気持ち ∴言葉にするコトよりも伝えたい（Instrumental）